# 古巴—印度尼西亚关系
古巴和印度尼西亚于1960年建交。1960年代印尼首任总统苏加诺执政期间，两国关系异常密切。古巴和印尼的关系主要集中在体育和卫生领域。古巴在雅加达设有大使馆，而印尼在哈瓦那也设有驻巴哈马和牙买加联邦的大使馆。两国都是不结盟运动的正式成员，也是七十七国集团和东亚－拉丁美洲合作论坛的伙伴。

## 历史
1960年1月22日，印尼首任总统苏加诺对古巴首都哈瓦那进行历史性访问期间，两国正式建立外交关系。
印尼驻哈瓦那大使馆于1963年8月14日正式开馆。然而，印尼政府后来于1971年10月关闭了其哈瓦那大使馆，并将与古巴的外交事务委托给其驻墨西哥城大使馆。 1995年12月，印尼驻哈瓦那大使馆重新开放。
2000年4月11日至4月14日，时任印尼总统阿卜杜拉赫曼·瓦希德访问了哈瓦那，参加发展中国家G-77峰会。在瓦希德从哈瓦那飞往东京的几个小时前，古巴领导人菲德尔·卡斯特罗在墨利亚酒店的印尼总统房间里进行了突然的、未经安排的礼节性拜访。之前已安排好了一次会议，安排在瓦希德抵达后进行，但会议被取消了。在这次非正式会晤中，瓦希德向卡斯特罗建议让其中一位峰会出席者协助向北方国家推广这次峰会的成果，并提议马来西亚首相马哈迪·莫哈末来做这项工作。